# Gary Allen
Gary Allen (* 2. August 1936 in Glendale, Kalifornien; † 29. November 1986 in Long Beach, Kalifornien) war ein US-amerikanischer Journalist und Aktivist konservativer Organisationen. International bekannt wurde er 1972 durch sein Buch None Dare Call It Conspiracy (deutsch Die Insider), in dem er eine Verschwörungstheorie beschrieb.

## Leben
Allen studierte Geschichte an der Stanford University und der California State University. Er war zeitweise Sprecher der konservativen John Birch Society und schrieb für das Magazin Conservative Digest. 1963/64 verfasste er Reden für den rassistisch geprägten Wahlkampf von George Wallace in Alabama, in den 1980er Jahren schrieb er nach Angaben seines Sohnes Reden für eine konservative, christlich-fundamentalistische Kampagne des texanischen Unternehmers Nelson Bunker Hunt.

## Die Insider
In dem Buch None Dare Call It Conspiracy (deutsch Die Insider – Wohltäter oder Diktatoren?), das 1971 (nach anderen Angaben 1972) erschien, entwarf er eine sehr weitreichende Verschwörungstheorie: Eine geheime, international organisierte Freimaurer-Organisation, die er die „Insider“ nennt, bringe schon seit dem 19. Jahrhundert über die Zentralbanken die Politik der USA und anderer Staaten bis hin zur Sowjetunion unter ihre Kontrolle, um eine geheime Weltherrschaft zu errichten. Als Instrument zur Manipulation der Bevölkerung setze sie soziale „Wohltaten“ ein.
In weiteren Büchern warf Allen speziell dem Council on Foreign Relations und der Trilateralen Kommission vor, eine diktatorische „Neue Weltordnung“ errichten zu wollen. 
Das Grundmuster dieser Theorie geht auf Augustin Barruel und das späte 18. Jahrhundert zurück. Über die Werke der britischen Faschistin Nesta Webster fand die Theorie Eingang in die politische Propaganda der John Birch Society.

## Schriften
- mit den Redakteuren des Verlags: Communist revolution in the streets. Mit einem Vorwort von W. Cleon Skousen. Western Islands, Boston 1967.
- Richard Nixon: the man behind the mask. Western Islands, Boston 1971.
- Nixon’s palace guard. Western Islands, Boston 1971.
- None dare call it conspiracy. Concord Press, Rossmoor 1972. (Deutsch: Die Insider. Wohltäter oder Diktatoren? VAP, Wiesbaden 1974, ISBN 3880277001)
- mit Larry Abraham: None dare call it conspiracy. Concord Press, Rossmoor 1973.
- Kissinger: the secret side of the Secretary of State. ’76 Press, Seal Beach 1976, ISBN 0-89245-002-9.
- Jimmy Carter, Jimmy Carter. ’76 Press, Seal Beach 1976, ISBN 0-89245-006-1.
- The Rockefeller file. Mit einem Vorwort von Larry McDonald. ’76 Press, Seal Beach 1976, ISBN 0-89245-001-0. (Deutsch: Die Rockefeller-Papiere. Schritte zur Neuen Weltordnung. VAP, Wiesbaden 1985, ISBN 388027701X)
- Tax target, Washington. Mit einem Vorwort von Howard Jarvis. ’76 Press, Seal Beach 1978, ISBN 0-89245-014-2.